# Arta, Grčka
Arta (grčki: Άρτα) je grad u sjeverozapadnoj Grčka, sjedište prefekture Arta koja je pak dio periferije Epir. Za antičkih vremena grad je bio poznat pod imenom Ambracia / Amvrakia (grčki:Αμβρακία). Arta je poznata i po svom Starom mostu preko rijeke Araktos, kao i po srednjovjekovnoj utvrdi iz 13. st., koja spada u red najbolje očuvanih u cijeloj Grčkoj. 
Arta je grad prepun bizantskih povijesnih građevina, ponajviše crkava, od kojih je najpoznatija Parigoritria, koju je izgradio oko 1290. godine despot Nikefora. 
- Današnja Arta je sjedište Tehnološkog edukacijskog instituta Epira.

## Povijest

### Arta u doba antike
Prvotno naselje osnovali su doseljenici iz Korinta u 7. st. prije Krista, pod imenom Amvrakia (antičko ime Arte).
295. pr. Kr. Pir, epirski kralj Molosijanaca premjestio je sjedište svoje kraljevine u Ambrakiju, odakle je lakše mogao napadati na Rimljane. Pir je uspio izvojevati velike ali i vrlo skupe pobjede (uz puno žrtava) protiv Rimljana,  zbog toga je njegovo ime ostalo trajno zapamćeno iz rimske uzrečice Pirova pobjeda, a to se prije svega odnosilo na događaje poslije bitke kod Askuluma. 
Od 146. pr. Kr. Amvrakia je u sastavu Rimskog Carstva, a provincija Epir, nazvana je Epirus Vetus, za razliku od novoustanovljene Epirus Nova koja je bila istočnije. 
Grad se prvi put spominje pod imenom Arta, tek 1082. godine.

### Za vrijeme Bizanta i Osmanskog Carstva
1204. godine nakon pada Konstantinopola u ruke križara, Arta je postala sjedište Epirske Despotovine koja se na vrhuncu svoje moći prostirala se od Drača te preko cijele sjeverozapadne Grčke, Tesalije i sjeverozapadne Makedonije.
Nakon toga gradom kratkotrajno vlada talijanska velikaška obitelj Orsini (1318. – 1337.) Potom Artom upravlja Srpsko Carstvo (1337. – 1359.), pa za njima albanski rodovski klan (1359. – 1416.) Potom gradom upravljaju talijanski velikaši iz obitelji Tocco; Carlo II Tocco i Leonardo III Tocco.
Zatim Turci zauzimaju 1449. godine Artu i mijenjaju joj ime u  "Narda". Potom je Arta kratkotrajno pod vlašću Mlečana od 1717. godine, potom Francuza od 1797. godine. Turci ponovno zauzimaju grad 1799. godine i drže ga pod svojom vlašću sve do 1881. kada je nakon odluke Berlinskog kongresa grad pripojen Kraljevini Grčkoj.

## Znamenitosti

### Antika
Današnja Arta leži na ostacima starog naselja Ambrakia. Od stare Ambrakije ostalo je malo; ostaci starih zidina, 
ostatci hrama bogu Apolonu, iskopine antičkog kazališta i ostatci jugozapadnog groblja stare Ambrakije.

### Bizant
Utvrdu Arta podigao je epirski despot Mihajlo II. Komnen Dukas sredinom 13. st., to je dobro očuvani primjer bizantske arhitekture. Najvažniji bizantski spomenik Arte je Crkva - Parigoritria koju je podigao od 1285. do 1289. Nikefor I. Komnen Dukas i njegova žena Ana Paleolog Kantekuzena. Crkva Sv.Teodora još je jedan primjer fine bizantinske arhitekture. 
Ostali spomenici su crkva Sv. Bazilija (Hagios Vasilios) i manastir Kato Panagia. 

### Muzeji
- Muzej prapovijesti i klasične antike iz Arte
- Crkva Parigoritissa
- Povijesni muzej Skoufas
- Arheološki muzej Koronisia

## Tehnološki edukacijski institut Epir
Tehnološki edukacijski institut Epir (T.E.I.)  ima sjedište i glavni studentski kamp u Arti; a u ostaliim gradovima Epira podružnice, a to su; Janjina, Igumenica i Preveza. T.E.I. danas ima  (4) Fakulteta i (13) Odjela.

## Zemljopisne odrednice i promet
Arta se nalazi sjeverozapadno od Antirija, Mesolongija i Agrinija, sjeveroistočno od Preveze, jugoistočno od Janjine i jugozapadno od Trikale. 
Grad je povezan s ostalim grčkim gradovima magistralnim cestama; grčka nacionalna cesta GR-5 (Antirio - Janjina) i grčka nacionalna cesta GR-30 (Arta-Peta - Trikala).
Rijeka Araktos teče zapadno od grada, veliko akomulaciono jezero na rijeci nalazi see sjeverno od Arte.

## Rast stanovništva Arte posljednjih decenija
| Godina | Stanovništvo | Promjene       |
| ------ | ------------ | -------------- |
| 1981   | 20,004       | -              |
| 1991   | 23,710       | +3,706/+18.53% |
| 2001   | 23,863       | +153/+0.65%    |

## Vanjske poveznice
- Prefektura Arta  Arhivirana inačica izvorne stranice od 21. veljače 2009. (Wayback Machine) (grč.)
- Općina Makrakomi na stranicama GTP-a (grč.), (engl.)
- Makrakomina stranicama GTP-a (grč.), (engl.)